# 褐背歐白魚
褐背歐白魚（学名：Alburnus mossulensis）为輻鰭魚綱鯉形目雅羅魚科的其中一種，分布於亞洲底格里斯河及幼發拉底河流域，體長可達16.6公分，棲息流速較慢的溪流、湖泊及水庫，生活習性不明。

## 扩展阅读
維基物種上的相關：褐背歐白魚